# Эдвардс, Винс
Винс Эдвардс (англ. Vince Edwards), имя при рождении Винсент Эдвард Зойно (англ. Vincent Edward Zoino) (9 июля 1928 года — 11 марта 1996 года) — американский актёр, режиссёр и певец, более всего известный работами в кино и на телевидении в 1950-60-е годы.
Более всего американской публике Эдвардс известен как «красивый и мрачный», «блестящий и непримиримый молодой нейрохирург» из телесериала «Бен Кейси», который шёл на телеканале ABC с 1961 по 1966 год.
В молодые годы Эдвардс был профессиональным пловцом и планировал участвовать в Олимпиаде, но неожиданная операция по удалению аппендицита положила конец его мечтам, после чего он обратился к актёрской игре. Эдвардс оставил университет, чтобы учиться в Американской академии драматических искусств, после окончания которой стал контрактным актёром на «Парамаунт Пикчерз».
К числу лучших картин с участием Эдвардса относятся спортивная комедия «Мистер Вселенная» (1951), фильмы нуар «Убийство» (1956), «Убийство по контракту» (1958) и «Город страха» (1959), а также военные драмы «Победители» (1963) и «Бригада дьявола» (1968).

## Ранние годы жизни
Винс Эдвардс родился 9 июля 1928 года в нью-йоркском районе Бруклин в семье итальянских эмигрантов, его отец был каменщиком. Вместе с братом-близнецом Энтони он был самым младшим из семи детей в семье. С ранних лет Эдвардс интересовался искусством и театром.
Эдвардс изучал авиационную механику в техникуме Восточного Нью-Йорка, работал спасателем на Кони-айленде и профессионально занимался плаванием, поступив по спортивной квоте в Университет Огайо. Эдвардс входил в сборную страны по плаванию, и чтобы лучше подготовиться к Олимпийским играм после двух лет учёбы в Огайо он перевёлся в Гавайский университет. Однако подготовка к соревнованиям была прервана операцией по удалению аппендицита, и Эдвардс стал посвящать большую часть времени игре в студенческих и местных театральных постановках. Уйдя из Университета он поступил на учёбу в Американскую академию драматических искусств в Нью-Йорке, одновременно подрабатывая хористом на Бродвее.

## Карьера в кино 1951—1961 годах
В 1951 году голливудский продюсер Хэл Уоллис обратил внимание на Эдвардса, заключив для него первый контракт со студией «Парамаунт Пикчерз».
Эдвардс дебютировал в кино в низкобюджетной спортивной комедии «Мистер Вселенная» (1951), сыграв начинающего борца, которого готовят как «новое открытие». Год спустя Эдвардс сыграл заглавного героя, индейского юношу в приключенческой мелодраме «Гайавата» (1952) по мотивам поэмы Генри Лонгфелло «Песнь о Гайавате». В том же году Эдвардс сыграл небольшую роль в мюзикле «Берегись, моряк» (1952) с Дином Мартином и Джерри Льюисом.
В течение второй половины 1950-х годов Эдвардс исполнял главные и значимые роли в таких криминальных фильмах категории В, как «Ночью правит террор» (1955), «Убийство» (1956) и «Убийство по контракту» (1958), «Город страха» (1959) и «Падальщики» (1959)
. В фильме «Ночью правит террор» (1955) Эдвардс играет бандита, который вместе с подручными захватывает в заложники членов добропорядочной семьи, требуя с них заплатить выкуп за своё освобождение. В «Убийстве» (1956) Стенли Кубрика Эдвардс был любовником женщины, муж которой участвовал в крупном ограблении. Узнав об этом, персонаж Эдвардса решает силой отобрать у грабителей их куш. В минималистском нуаре режиссёра Ирвинга Лернера «Убийство по контракту» (1958) Эдвардс играет роль немногословного и методичного киллера, который получает заказ на устранение свидетельницы по делу крупного мафиози. В ещё одной картине Лернера — «Город страха» — Эдвардс предстаёт в образе сбежавшего из тюрьмы заключённого, который похитил контейнер с радиоактивным веществом, полагая, что это контейнер с героином. Действие криминальной драмы «Падальщики» происходит в Макао, где персонаж Эдвардса, вышедший из тюрьмы контрабандист, пытается выручить свою жену из сети преступлений и интриг, в которые она попала.
В этот период Эдвардс также исполнил разнообразные роли второго плана в фильмах нуар «Полицейский-мошенник» (1954) и «Дорожная авария» (1957), а также небольшую роль в драме «Три лица Евы» (1957). Другими картинами этого периода были музыкальная мелодрама с Марио Ланца «Серенада» (1956), вестерн «Заказной убийца» (1957), карибская мелодрама «Женщины на острове» (1958) и музыкальная драма Джона Кассаветиса «Слишком поздний блюз» (1961).

## Телесериал «Бен Кейси» (1961—1966)
В середине 1950-х годов Эдвардс начал играть в теледрамах, таких как «Театр „Форд“» (1955), «Час студии „Двадцатый век Фокс“» (1956) и «Альфред Хичкок представляет» (1957). Известный певец и актёр Бинг Кросби, который был создателем и владельцем медицинского телесериала «Бен Кейси», обратил внимание на Эвардса, предложив ему главную роль.
В телесериале, который шёл в 1961—1966 годах, Эдвардс создал образ «преданного делу, но конфликтного нейрохирурга, идеализм которого часто приводил к столкновениям с медицинским истеблишментом. К счастью, его наставник, доктор Зорба (Сэм Джаффе), всегда помогал ему пройти сквозь все возникающие проблемы». В год премьеры «Бена Кейси» на канале ABC, конкурирующий телеканал NBC начал показ сходного телесериала «Доктор Килдейр» с Ричардом Чемберленом в главной роли, «и пока зрители спорили о том, какой из них лучше, оба сериала продержались в эфире по пять лет. „Бен Кейси“ часто был более смелым и прямым, более откровенно рассматривая сложные вопросы жизни и смерти».
В общей сложности вышло 154 эпизода сериала, среди них в двадцати Эдвардс выступил не только как исполнитель главной роли, но и как режиссёр. В 1962 году за исполнение роли Бена Кейси Эдвардс был номинирован на прайм-таймовую пермию Эмми.
После закрытия телесериала в 1966 году Эдвардс в течение многих лет «пытался отбиться от образа задумчивого и заботливого доктора, который разрушил небольшое телевизионное табу, когда расстегнул медицинский халат, обнажив заросли волос на груди».

## Музыкальная карьера в начале 1960-х годов
Эдвардс использовал свою популярность в телесериале «Бен Кейси», чтобы начать певческую карьеру, записывая музыкальные альбомы и выступая с аншлаговыми концертами в Нью-Йорке, Лас-Вегасе и Лос-Анджелесе. Обладая приятным лёгким тенором, Эдвардс записал шесть альбомов для компании «Декка», первый из которых в начале 1962 года провёл несколько недель в Топ 20 альбомов журнала «Биллборд».

## Фильмы 1960—1970-х годов
После закрытия телесериала «Бен Кейси» карьера Эдвардса переживала временный спад. Эдвардс продолжал сниматься в кино и на телевидении, но более не достиг той славы, которую обеспечил ему «Бен Кейси».
К числу наиболее успешных картин Эдвардса в этот период относятся две военные драмы — «Победители» (1963) и «Бригада дьявола» (1968). В составленном из нескольких отдельных историй эпическом антивоенном фильме «Победители» (1963) Эдвардс играет главную роль в одном из сегментов. В «Бригаде дьявола» (1968) Эдвардс был помощником Уильяма Холдена при создании группы коммандос для выполнения спецзаданий на фронте. Эдвардс также сыграл главные роли в триллере в духе Джеймса Бонда «Хэммерхед» (1968), в вестерне «Отчаянные» (1969) и в криминальном триллере «Безумный бомбист» (1973).

## Работы на телевидении в 1970-80-х годах
Эдвардс вернулся на телевидение в 1970 году, сыграв модного психиатра, работающего с подростками, в телесериале «Мэтт Линкольн», который шёл один сезон.
Его дебютом в телефильмах стала роль военного следователя в детективной драме с элементами фэнтези «Единственный выживший» (1970), где его партнёрами были Ричард Бейсхарт и Уильям Шетнер. В 1973 году Эдвардс сыграл сильные роли в двух телефильмах — шпионском триллере «Обмен Ринеманна» (1977) и «Вечер в Византии» (1978), где Эдвардс сыграл главаря террористической организации, запланировавшей сбросить ядерные бомбы на Нью-Йорк, Вашингтон и Майами. Он также сыграл в теледраме «Пожарная часть» (1973) о расистских предрассудках среди пожарных, триллере «Девушки с обложки» (1977) о моделях, ставших частными сыщиками, и драме о пилотах ВВС «Отвага и страсть» (1978).
Как режиссёр Эдвардс поставил всего один телефильм, приключенческий триллер «Людоед» (1973), а также эпизоды нескольких телесериалов, среди них фантастический приключенческий сериал «Звёздный крейсер Галактика» (1978), комедийно-приключенческий «Остров фантазий» (1980) и детективы «Полицейская история» (1976) и «Полночная жара» (1990).
В 1980-е годы спрос на Эдварда стал снижаться. Старый друг Эдвардса, продюсер Джэй Бернстейн пригласил его в качестве второй звезды в телефильм «Возвращение Майка Хаммера» (1986) по Микки Спиллейну. В 1988 году Эдвардс сыграл в телефильме «Возвращение Бена Кейси», своего рода сиквеле своего звёздного телесериала, сыграв несгибаемого доктора после того, как тот побывал во Вьетнаме, женился и развёлся.
В своём последнем фильме «Страх» Эдвардс сыграл в 1995 году. После завершения съёмок у него был диагностирован рак поджелудочной железы.

## Смерть
После месячной борьбы с раком поджелудочной железы Винс Эдвардс скончался 11 марта 1996 года в Медицинском центре Калифорнийского университета в Лос-Анджелесе, где провёл 11 дней.
Эдвардс был женат четыре раза: в 1965 году на актрисе Кэти Керш (в этом браке у него родилась дочь), в 1967—1972 годах — снова на актрисе Линде Фостер (в этом браке у него родилось двое дочерей), в 1980-е годы — на актрисе Кассандре Эдвардс, и с 1994 года — на Джанет Фридман. После смерти у него осталась жена Джанет и три дочери — Анджела, Николь и Дивера.

## Фильмография
| Год       | Русское название                                        | Оригинальное название                             | Примечание              | Роль                                   |  |
| --------- | ------------------------------------------------------- | ------------------------------------------------- | ----------------------- | -------------------------------------- |  |
| 1947      | Чёрная полоса                                           | Dark Passage                                      |                         | Коп в тюрьме (в титрах не указан)      |  |
| 1951      | Мистер Вселенная                                        | Mister Universe                                   |                         | Томми Томкинс                          |  |
| 1952      | Гайавата                                                | Hiawatha                                          |                         | Гайавата                               |  |
| 1952      | Берегись, моряк                                         | Sailor Beware                                     |                         | Блэйден                                |  |
| 1953      | Театр у камина                                          | Fireside Theatre                                  | Телесериал, 1 эпизод    | Клинт                                  |  |
| 1954      | Полицейский-мошенник                                    | Rogue Cop                                         |                         | Джои Лэнгли                            |  |
| 1955      | Театр знаменитостей                                     | Celebrity Playhouse                               | Телесериал, 1 эпизод    | Митч Нельсон                           |  |
| 1955      | Джейн Уаймен представляет Театр у камина                | Jane Wyman Presents The Fireside Theatre          | Телесериал, 1 эпизод    | Анджело                                |  |
| 1955      | Ночью правит террор                                     | The Night Holds Terror                            |                         | Виктор Госсет                          |  |
| 1955      | Камера 2455, камера смертников                          | Cell 2455, Death Row                              |                         | Хэмилтон                               |  |
| 1955      | Телевизионный театр «Форд»                              | The Ford Television Theatre                       | Телесериал, 1 эпизод    | Стив                                   |  |
| 1956      | Час студии «Двадцатый век Фокс»                         | The 20th Century-Fox Hour                         | Телесериал, 1 эпизод    | Карл Маркейм                           |  |
| 1956      | Убийство                                                | The Killing                                       |                         | Вэл Кэннон                             |  |
| 1956      | Серенада                                                | Serenade                                          |                         | Марко Розелли                          |  |
| 1956      | Движение рядового                                       | Private’s Progress                                |                         | Немецкий офицер (в тирах не указан)    |  |
| 1957      | Альфред Хичкок представляет                             | Alfred Hitchcock Presents                         | Телесериал, 1 эпизод    | Текс                                   |  |
| 1957      | Скачка ради мести                                       | Ride Out for Revenge                              |                         | Вождь Маленький Волк                   |  |
| 1957      | Три лица Евы                                            | The Three Faces of Eve                            |                         | Армейский сержант (в титрах не указан) |  |
| 1957      | Наёмный убийца                                          | The Hired Gun                                     |                         | Келл Белдон                            |  |
| 1957      | Студия 57                                               | Studio 57                                         | Телесериал, 1 эпизод    | Анджело                                |  |
| 1957      | Театр «Дженерал электрик»                               | General Electric Theater                          | Телесериал, 1 эпизод    | Сержант Лоренс Хэнкок                  |  |
| 1957      | Наезд                                                   | Hit and Run                                       |                         | Фрэнк                                  |  |
| 1958      | Убийство по контракту                                   | Murder by Contract                                |                         | Клод                                   |  |
| 1958      | Женщины на острове                                      | Island Women                                      |                         | Майк                                   |  |
| 1959      | Приключения в раю                                       | Adventures in Paradise                            | Телесериал, 1 эпизод    | Джинк Пирс                             |  |
| 1959      | Неприкасаемые                                           | The Untouchables                                  | Телесериал, 1 эпизод    | Ник Дельгадо                           |  |
| 1959      | Падальщики                                              | The Scavengers                                    |                         | Стюарт Эллисон                         |  |
| 1959      | Город страха                                            | City of Fear                                      |                         | Винс Райкер                            |  |
| 1960      | Помощник шерифа                                         | The Deputy                                        | Телесериал, 1 эпизод    | Дори Мэтсон                            |  |
| 1960      | Ларами                                                  | Laramie                                           | Телесериал, 1 эпизод    | Гил Крейг                              |  |
| 1961      | Аутсайдер                                               | The Outsider                                      |                         | Джордж                                 |  |
| 1961      | Слишком поздний блюз                                    | Too Late Blues                                    |                         | Томми Шихэн                            |  |
| 1961-1966 | Бен Кейси                                               | Ben Casey                                         | Телесериал, 153 эпизода | Доктор Бен Кейси                       |  |
| 1963      | Победители                                              | The Victors                                       |                         | Бейкер                                 |  |
| 1963      | Переломный момент                                       | Breaking Point                                    | Телесериал, 1 эпизод    | Бен Кейси                              |  |
| 1968      | Бригада дьявола                                         | The Devil’s Brigade                               |                         | Майор Клифф Брикер                     |  |
| 1968      | Хэммерхед                                               | Hammerhead                                        |                         | Чарльз Худ                             |  |
| 1969      | Отчаянные                                               | The Desperados                                    |                         | Дэвид Голт                             |  |
| 1970      | Звони по горячей линии                                  | Dial Hot Line                                     | Телефильм               | Дэвид Леопольд                         |  |
| 1970      | Единственный выживший                                   | Sole Survivor                                     | Телефильм               | Майор Майкл Дэвлин                     |  |
| 1970      | Скала                                                   | The Cliff                                         | Телефильм               | Мэтт Линкольн                          |  |
| 1970-1971 | Мэтт Линкольн                                           | Matt Lincoln                                      | Телесериал, 16 эпизодов | Доктор Мэтт Линкольн                   |  |
| 1971      | Не сгибать, накалывать или искажать                     | Do Not Fold, Spindle or Mutilate                  | Телефильм               | Мэл Вестон                             |  |
| 1973      | Сага Соноры                                             | Saga of Sonora                                    | Телефильм               | Шериф Сэм                              |  |
| 1973      | Безумный бомбист                                        | The Mad Bomber                                    |                         | Лейтенант Джеронимо Миннели            |  |
| 1973      | Пожарная часть                                          | Firehouse                                         | Телефильм               | Спайк Райерсон                         |  |
| 1975      | Медицинская история                                     | Medical Story                                     | Телесериал, 1 эпизод    | Доктор Дуглас Нил                      |  |
| 1975      | Смерть крадётся                                         | Death Stalk                                       | Телефильм               | Джек Трэйхи                            |  |
| 1976-1978 | Полицейская история                                     | Police Story                                      | Телесериал, 2 эпизода   |                                        |  |
| 1977      | Девушки с обложки                                       | Cover Girls                                       | Телефильм               | Брэднер                                |  |
| 1977      | Обмен Ринеманна                                         | The Rhinemann Exchange                            | Мини-сериал             | Генерал Свонсон                        |  |
| 1978      | Вечер в Византии                                        | Evening in Byzantium                              | Телефильм               | Бреет Истон                            |  |
| 1978      | Отвага и страсть                                        | The Courage and the Passion                       | Телесериал, 1 эпизод    | Полковник Джо Агаджанян                |  |
| 1979      | Величайшие герои Библии                                 | Greatest Heroes of the Bible                      | Телесериал, 1 эпизод    | Аматар                                 |  |
| 1982      | Рыцарь дорог                                            | Knight Rider                                      | Телесериал, 2 эпизода   | Фред Уилсон                            |  |
| 1982      | Соблазнение                                             | The Seduction                                     |                         | Максвелл                               |  |
| 1983      | Сделка столетия                                         | Deal of the Century                               |                         | Фрэнк Страйкер                         |  |
| 1983      | Космические охотники                                    | Space Raiders                                     |                         | Хоук                                   |  |
| 1984      | Сговор                                                  | The Fix                                           |                         | Фрэнк Лейн                             |  |
| 1984      | Скрываемый факт                                         | Cover Up                                          | Телесериал, 1 эпизод    | Alexander Belasco                      |  |
| 1985      | Честь нашей семьи                                       | Our Family Honor                                  | Телесериал, 3 эпизода   | Джейк Паркер                           |  |
| 1985      | Истории с тёмной стороны                                | Tales from the Darkside                           | Телесериал, 1 эпизод    | Генри Гроппер                          |  |
| 1986      | Ты присяжный                                            | You Are the Jury                                  | Телесериал, 1 эпизод    | Детектив, лейтенант Филип Ломбардо     |  |
| 1986      | Центурионы                                              | Centurions                                        | Мультсериал, 2 эпизода  | Джейк Роквелл (голос)                  |  |
| 1986      | Наркотраффик                                            | Sno-Line                                          |                         | Стив Кинг                              |  |
| 1986      | Возвращение Майка Хаммера                               | The Return of Mickey Spillane’s Mike Hammer       | Телефильм               | Агент ФБР Фрэнк Уокер                  |  |
| 1987      | Грязная дюжина: смертельное задание                     | Dirty Dozen: The Deadly Mission                   | Телефильм               | Сержант Холт                           |  |
| 1987      | Возвращение в школу ужасов                              | Return to Horror High                             |                         | Ричард Бёрнбаум                        |  |
| 1988      | Невероятное приключение Энди Колби                      | Andy Colby’s Incredible Adventure                 |                         | Космический налётчик                   |  |
| 1988      | Разбойник с большой дороги                              | The Highwayman                                    | Телесериал, 1 эпизод    | Манетти                                |  |
| 1988      | Ужас подземелья                                         | Cellar Dweller                                    |                         | Норманн Мешелски                       |  |
| 1988      | Возвращение Бена Кейси                                  | The Return of Ben Casey                           | Телефильм               | Доктор Бен Кейси                       |  |
| 1989      | Святой: не тот номер                                    | The Saint: Wrong Number                           | Телефильм               | Генерал Дэниэл Т. Донован              |  |
| 1989      | Она написала убийство                                   | Murder, She Wrote                                 | Телесериал, 1 эпизод    | Гарри Дайл                             |  |
| 1989      | Первый и десять                                         | 1st & Ten                                         | Телесериал, 1 эпизод    | Карлайл Трент                          |  |
| 1990      | Самые странные сны: нашествие космических проповедников | Strangest Dreams: Invasion of the Space Preachers | Видео                   | Теодор Дэниелс (в титрах не указан)    |  |
| 1990      | Маленький сыщик                                         | The Gumshoe Kid                                   |                         | Бен Шерман                             |  |
| 1991      | P.S. Я тебя люблю                                       | P.S.I. Luv U                                      | Телесериал, 1 эпизод    | Фрэнк                                  |  |
| 1991      | Моторама                                                | Motorama                                          |                         | Доктор                                 |  |
| 1991      | Сын тьмы 2                                              | Son of Darkness: To Die for II                    |                         | Шеф полиции                            |  |
| 1991      | Диллинджер                                              | Dillinger                                         | Телефильм               | Гувер                                  |  |
| 1992      | Изначальное намерение                                   | Original Intent                                   | Видео                   | Теодор Дэниелс                         |  |
| 1994      | Побег из тюрьмы                                         | Jailbreakers                                      | цикл «Мятежное шоссе»   | мистер Нортон                          |  |
| 1995      | Страх                                                   | The Fear                                          |                         | Дядя Пит                               |  |